# Bernhardt Jensen
Steffen Bernhardt Jensen (13. april 1910 i Aarhus – 11. juni 1978 i Aarhus) var journalist, lokalhistorisk skribent, digter og socialdemokratisk borgmester i Aarhus Kommune 1958-1971. 
Han var tidligt politisk aktiv, idet han fra 1927 til 1932 sad i ledelsen for lokalafdelingen af Danmarks Socialdemokratiske Ungdom. Samtidigt var han aktiv i antimilitaristisk arbejde og var 1929-1935 hovedbestyrelsesmedlem i landsforeningen Aldrig Mere Krig, og han bevarede sin modstand mod militarismen hele livet, også efter at hans parti var slået ind på en anden kurs.
Bernhardt Jensen tog realeksamen fra N. J. Fjordsgades Skole i 1927 og begyndte som journalistelev på Aarhus Venstreblad, der havde tilknytning til Det Radikale Venstre. Han blev senere journalist på den socialdemokratiske avis Demokraten, hvor han dækkede flere områder. Han blev første gang opstillet til kommunalvalget i 1941 på en 11. plads på den socialdemokratiske liste. På grund af besættelsen blev valget udskudt til 1943, hvor han blev indvalgt. Allerede i 1946 blev han valgt til både gruppeformand og ordfører. Han blev rådmand for Magistratens 4. Afdeling, Skole- og Kulturforvaltningen, fra 1. oktober 1950 og borgmester fra 1. oktober 1958. I 1958 grundlage han også Århus ungdommens fællesråd.[kilde mangler]
Han havde stor respekt for det aarhusianske bymiljø, var modstander af bilismen og blev kendt for at bevæge sig rundt i byen på cykel. Han afviste et forslag til store gadegennembrud i midtbyen, der ville betyde store nedrivninger i centrum af Aarhus. Han arbejdede for restaurering af store dele af det historiske Aarhus. I 1960'erne arbejdede han for en samling af Aarhus med de mindre forstadskommuner. Det arbejde blev afsluttet med kommunalreformen i 1970. I 1971 trak han sig tilbage fra borgmesterhvervet pga. helbredsproblemer og blev afløst af Orla Hyllested.
Ud over sit virke som journalist var han kendt som skribent på andre områder. I sin ungdom skrev han flere digtsamlinger og publicerede digte i tidsskriftet Vild Hvede. Senere koncentrerede han sig om lokalhistoriske emner, og han skrev adskillige lokalhistoriske værker, også mens han var borgmester. Blandt hans lokalhistoriske bøger er
- Fra det glade Århus, 1963
- Som Århus morede sig, 1966
- Da Århus var Hollywood, 1969
- Marselisborgskovene, 1974, sammen med broderen Peder Jensen
- Bernhardt Jensen beretter om Århus, posthumt udgivet 1979

Bernhardt Jensens indsats som lokalhistoriker blev i 1978 belønnet med en æresdoktorgrad ved Aarhus Universitet, som han dog ikke nåede at modtage, da han døde samme år.
Bernhardt Jensen fik i den nye bydel Aarhus Ø opkaldt en boulevard efter sig. Ved Immervad er der opstillet en bronzeskulptur af ham med sin cykel. Skulpturen blev finansieret ved en indsamling af en tværpolitisk komité, og den er udført af kunstneren Jan Balling.